# Anthony Harvey
Anthony Harvey (Londra, 3 giugno 1931 – Water Mill, 23 novembre 2017) è stato un regista e montatore britannico.

## Biografia
Tra gli altri, fu montatore per i film di Stanley Kubrick Lolita (1962) e Il dottor Stranamore (1964). Diresse Il leone d'inverno (1968), per il quale ricevette una candidatura all'Oscar al miglior regista.

## Filmografia

### Regista
- Intolleranza: il treno fantasma (Dutchman) (1967)
- Il leone d'inverno (The Lion in Winter) (1968)
- They Might Be Giants (1971)
- Lo zoo di vetro (The Glass Menagerie) – film TV (1973)
- La rinuncia (The Abdication) (1974)
- La scomparsa di Aimée (The Disappearance of Aimee) – film TV (1976)
- L'ultimo gioco (Players) (1979)
- Io, grande cacciatore (Eagle's Wing) (1979)
- Gli amori di Richard (Richard's Things) (1980)
- The Patricia Neal Story – film TV, sequenze americane (1981)
- La ragazza e il professore (Svengali) – film TV (1983)
- Agenzia omicidi (Grace Quigley) (1984)
- Un amore senza età (This Can't Be Love) – film TV (1994)

### Montatore
- On Such a Night, regia di Anthony Asquith (1956) – cortometraggio
- Operazione fifa (Private's Progress), regia di John Boulting (1956)
- 4 in legge (Brothers in Law), regia di Roy Boulting (1957)
- Happy Is the Bride, regia di Roy Boulting (1958)
- Nel tuo corpo l'inferno (Tread Softly Stranger), regia di Gordon Parry (1958)
- Mister Browne contro l'Inghilterra (Carlton-Browne of the F.O.), regia di Roy Boulting e Jeffrey Dell (1959)
- Nudi alla meta (I'm All Right Jack), regia di John Boulting (1959)
- La tortura del silenzio (The Angry Silence), regia di Guy Green (1960)
- La miliardaria (The Millionairess), regia di Anthony Asquith (1960)
- Lolita, regia di Stanley Kubrick (1962)
- La stanza a forma di L (The L-Shaped Room), regia di Bryan Forbes (1962)
- Il dottor Stranamore, ovvero: come imparai a non preoccuparmi e ad amare la bomba (Dr. Strangelove or: How I Learned to Stop Worrying and Love the Bomb), regia di Stanley Kubrick (1964)
- La spia che venne dal freddo (The Spy Who Came In from the Cold), regia di Martin Ritt (1965)
- Intolleranza: il treno fantasma (Dutchman), regia di Anthony Harvey (1967)
- Bisbigli (The Whisperers), regia di Bryan Forbes (1967)

### Attore
- Cesare e Cleopatra (Caesar and Cleopatra), regia di Gabriel Pascal (1945)